# Vicenç, Oronci, Víctor i Aquilina màrtirs
Vicenç, Oronci, Víctor i Aquilina (Cimiez, segona meitat del segle iii - Girona o Puigcerdà, 305) foren cristians, mort màrtirs durant les persecucions. Són venerats com a sants per diverses confessions del cristianisme.

## Llegenda
La tradició diu que Vicenç i Oronci eren germans, fills de Vicari i Aurèlia, i havien nascut a Cimiez (actualment un barri de Niça). Cristians, els dos germans van evangelitzar la regió dels Pirineus i van arribar a Girona. Van començar les persecucions de Dioclecià, cap al 304, i es refugiaren en les muntanyes properes. El prefecte va demanar per ells a Víctor, diaca de la ciutat nascut a Juià, de qui sabia que havia estat a les predicacions dels dos germans i que els havia hostatjat més d'un cop a casa seva. Víctor digué que devien estar pregant a la muntanya, i els romans hi anaren i els trobaren. Com que no van voler abjurar de la fe, foren morts.
Víctor en recollí els cossos i els amagà a casa seva. El llegendari bisbe Ponç de Girona va disposar que fossin portats a Itàlia, però el prefecte va assabentar-se'n i va fer pres Víctor. Instat a abjurar del cristianisme, s'hi negà i li van fer tallats els braços i el cap. El seu pare, el nom del qual no es coneix, va intentar fugir, però la mare de Víctor, Aquilina l'encoratjà i els dos van, finalment, rebre també el martiri, essent morts pel prefecte.
Mentre que algunes fonts narren els fets com esdevinguts a Girona, altres només diuen que era a prop. Una tradició antiga ubica el martiri dels sants a Julia Lybica, actual Puigcerdà, d'on hauria estat natural Víctor.

## Veneració
Quan es restablí la pau, els cossos de Vicenç, Oronci i Víctor foren enviats cap a Itàlia, com s'havia projectat. En arribar les relíquies a Ambrun (Alts Pirineus, França), el carro, tirat per bous, es va aturar i no va poder continuar. El bisbe de lloc, Marcel·lí, interpretant el fet com un senyal, va fer edificar un temple al lloc i els sants cossos van restar-hi. Posteriorment, Pal·ladi d'Ambrun hi va fer construir un santuari.